# 두툽상어과

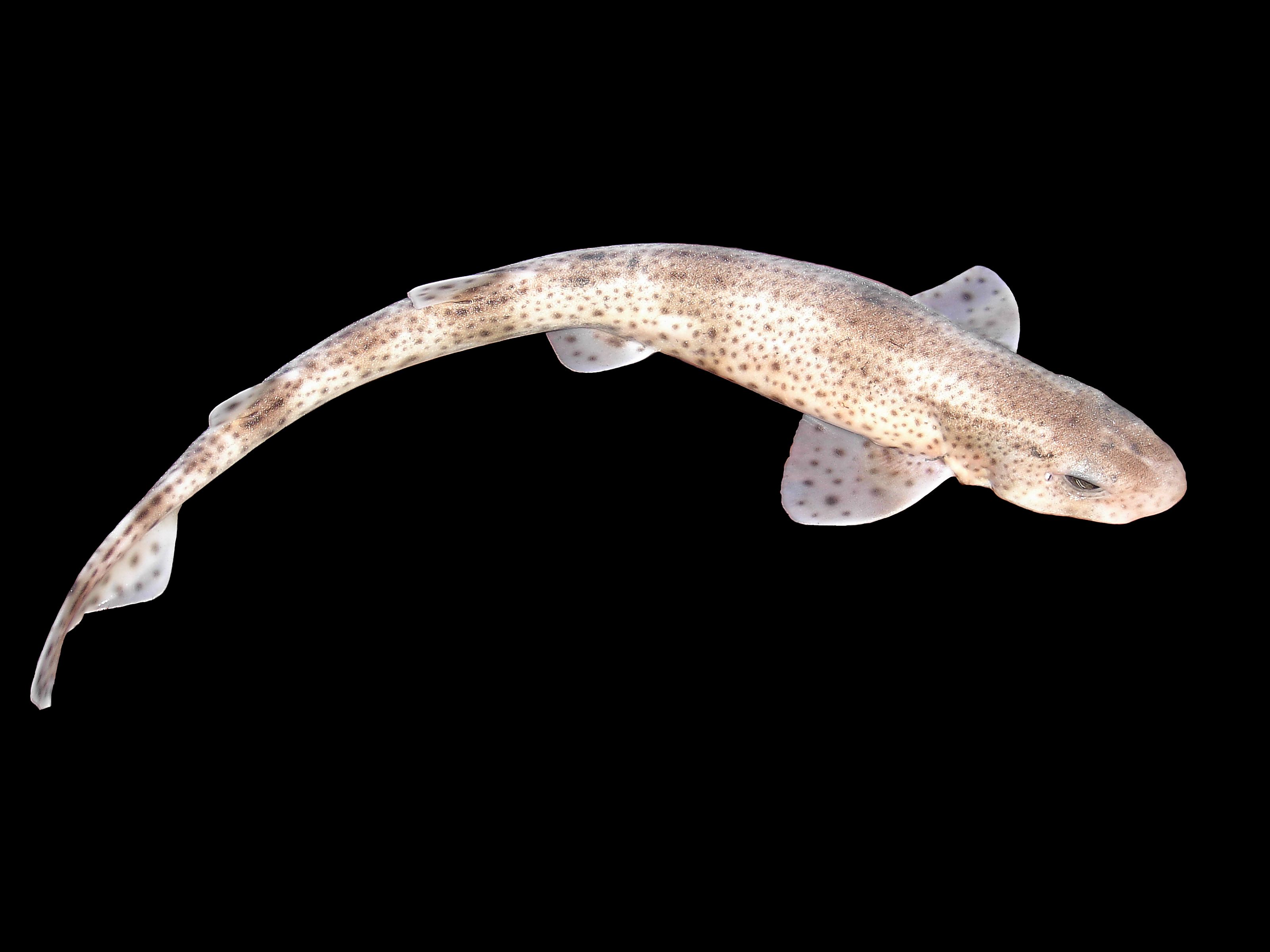
Scyliorhinus canicula

두툽상어과(Scyliorhinidae)는 흉상어목에 속하는 상어과의 하나이다. 150종 이상을 포함하고 있다. 전세계 온대와 열대 수역의 수심 3m 또는 그 이상의 아주 얕은 조간대(潮間帶)에서 발견된다.

## 하위 분류
17개 속에 150여 종 이상으로 이루어져 있으며, 상어 과 중에서 가장 크다.
- Apristurus Garman, 1913
- Asymbolus Whitley, 1939
- Atelomycterus Garman, 1913
- Aulohalaelurus Fowler, 1934
- Bythaelurus Compagno, 1988
- Cephaloscyllium T. N. Gill, 1862
- Cephalurus Bigelow & Schroeder, 1941
- Figaro Whitley, 1928
- Galeus Rafinesque, 1810
- Halaelurus T. N. Gill, 1862
- Haploblepharus Garman, 1913
- Holohalaelurus Fowler, 1934
- Parmaturus Garman, 1906
- Pentanchus H. M. Smith & Radcliffe in Smith, 1912
- Poroderma A. Smith, 1838
- Schroederichthys A. Smith, 1838
- 두툽상어속(Scyliorhinus) Blainville, 1816